# Ґруєць-Малий (Лодзинське воєводство)
Ґруєць-Малий (пол. Grójec Mały) — село в Польщі, у гміні Злочев Серадзького повіту Лодзинського воєводства.
Населення — 125 осіб (2011).
У 1975-1998 роках село належало до Серадзького воєводства.

## Демографія
Демографічна структура станом на 31 березня 2011 року:
|          | Загалом | Допрацездатний вік | Працездатний вік | Постпрацездатний вік |
| -------- | ------- | ------------------ | ---------------- | -------------------- |
| Чоловіки | 64      | 18                 | 41               | 5                    |
| Жінки    | 61      | 11                 | 30               | 20                   |
| Разом    | 125     | 29                 | 71               | 25                   |